# Luigi Carlo di Borbone
Luigi Carlo di Borbone, conte d'Eu (Sceaux, 15 ottobre 1701 – Sceaux, 13 luglio 1775), è stato un nobile e militare francese era nipote di Luigi XIV di Francia e della sua maîtresse-en-titre Françoise-Athénaïs di Montespan, nonché ultimo membro del ramo legittimato dei Borbone del Maine.

## Biografia
Nato nel Castello di Sceaux presso Versailles il 15 ottobre del 1701 fu il più giovane e ultimo figlio maschio di Luigi Augusto di Borbone, duca del Maine e di sua moglie Luisa Benedetta di Borbone-Condé.
Crebbe assieme al fratello maggiore, Luigi Augusto (noto come principe di Dombes, rimanendo per tutta la vita assai legato a questi e alla sorella minore Luisa Francesca (1707–1743), mademoiselle du Maine.
Nel 1712, re Luigi XIV, suo nonno, lo nomina governatore della Guienna. Nel 1714, l'editto regio che elevava i figli naturali del monarca a al rango di princes du sang gli consentì di entrare nella linea di successione al trono francese (tale editto venne tuttavia revocato nel periodo della Reggenza). Nel 1728 Luigi Carlo viene nominato da Luigi XV cavaliere dell'Ordine dello Spirito Santo e cavaliere dell'Ordine di San Luigi.
Luigi Carlo, come era consuetudine per gli esponenti dell'aristocrazia del tempo, intraprese una carriera militare, venendo promosso maresciallo di campo nel 1734 e luogotenente generale nel 1735. In qualità di ufficiale dell'armata del Reno fu presente all'assedio di Kehl del 1733. Venne ferito in occasione della battaglia di Dettingen nel 1743. Sempre come ufficiale dell'armata del Reno, partecipò all'assedio di Friburgo nel 1744, all'assedio di Tournai nel 1745 e alle battaglie di Fontenoy, Raucoux e Lauffeldt, combattute nell'ambito della Guerra di successione austriaca.

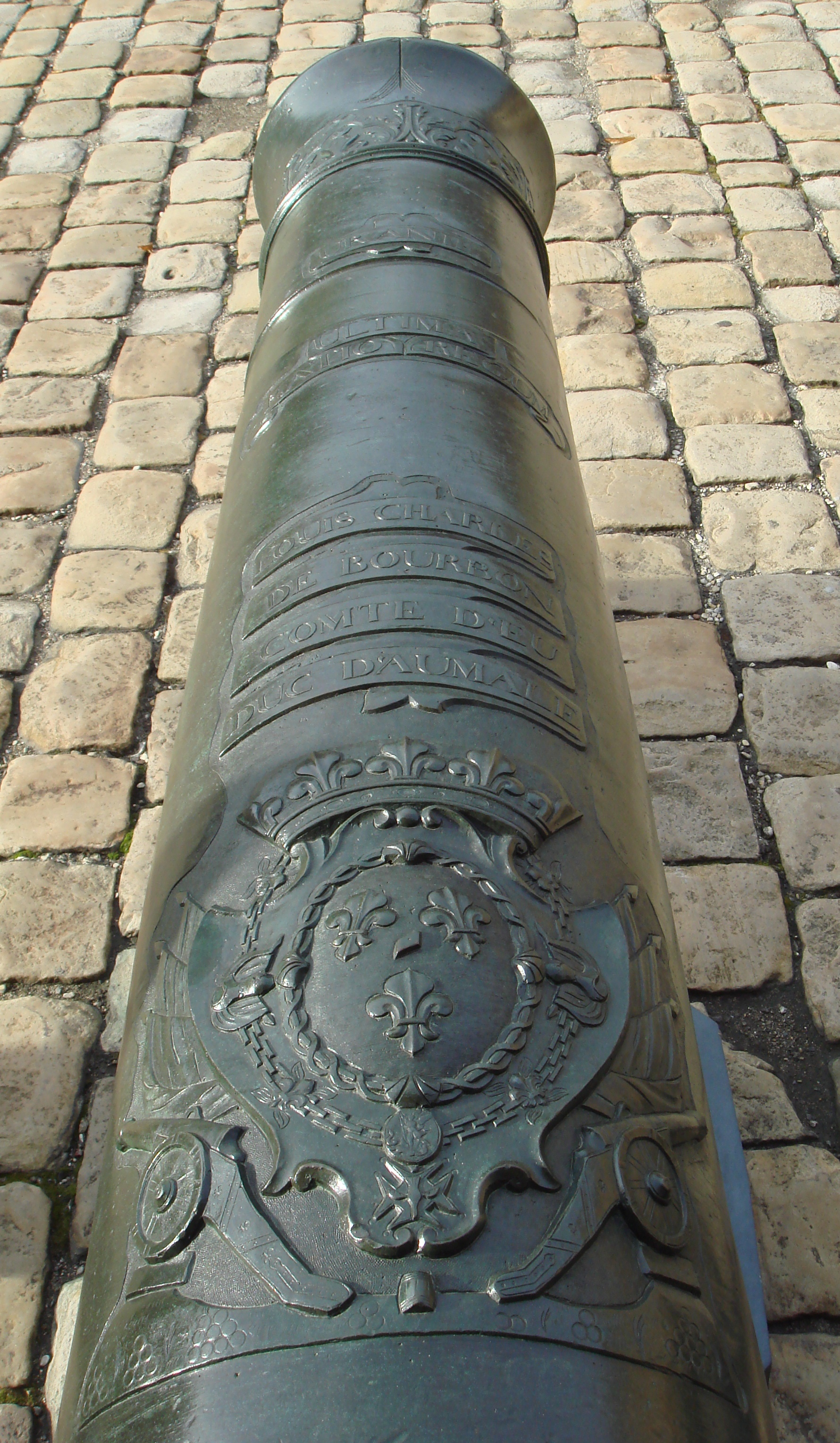
Un cannone da 24 libbre de Vallière, recante l'iscrizione "Louis Charles de Bourbon, Comte d'Eu, duc d'Aumale".

Come i suoi fratelli non si sposò e non ebbe figli. Alla morte di suo padre nel 1736 ottenne il titolo di duca di Aumale. Venne anche nominato grand maître de l'artillerie de France (uno dei Grandi uffici della Corona di Francia), ruolo già precedentemente coperto da suo padre.

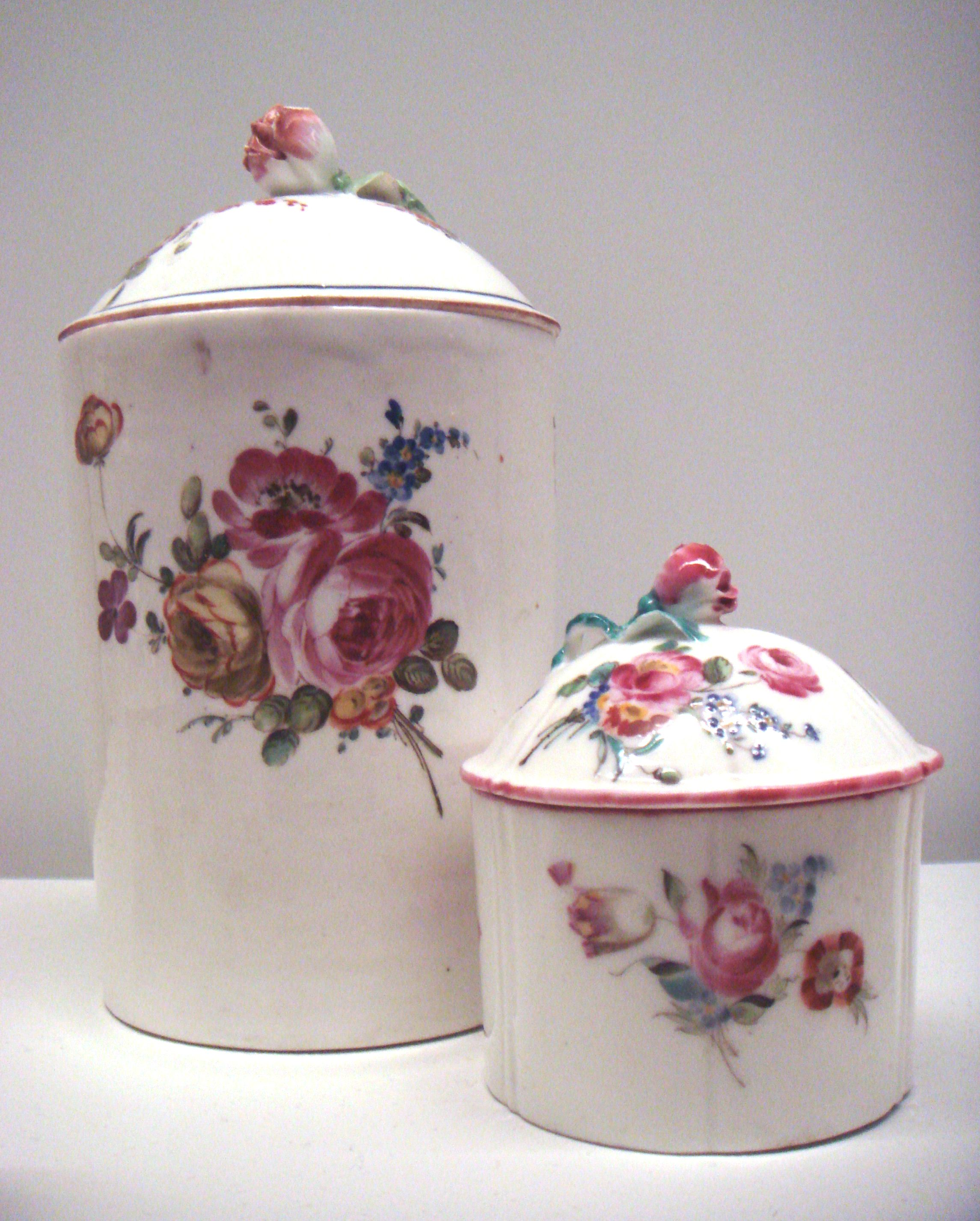
Lugi Carlo fu coinvolto nella fabbricazione delle porcellane di Mennecy. Esemplari del 1750.

Il fratello maggiore assunse buona parte dell'eredità paterna. Alla sua morte (avvenuta nel 1755 in seguito ad un duello) tuttavia Luigi Carlo divenne capo della casata dei Borbone del Maine, nonché suo erede. Assunse così vari titoli del fratello: principe di Dombes (1755–1762), principe d'Anet, duca di Gisors, conte di Dreux e barone di Sceaux. Ereditò anche la carica di governatore della Linguadoca e diversi castelli. Analogamente al fratello preferiva trascorrere gran parte del suo tempo in campagna piuttosto che a corte: il suo soggiorno preferito era il castello di Anet.
Nel marzo del 1762 scambiò con Luigi XV il redditizio principato di Dombes con il ducato di Gisors e le terre di Gretz-Armainvilliers e di Pontcarré.
Assieme al cugino Luigi Giovanni Maria di Borbone, Luigi Carlo era famoso nel regno per la sua ricchezza, unita alla sua generosità, che gli faceva dispensare grandi somme in opere di carità. Nel 1773 offerse nuovamente in vendita il ducato di Aumale, la contea di Eu e le terre di Anet a Luigi XV. La somma pattuita per la cessione ammontava a 12 milioni di livres
Luigi Carlo morì a Sceaux, all'età di 73 anni, nell'ottobre del 1775. Non avendo figli, scelse come suo erede il cugino, Luigi Giovanni Maria di Borbone, duca di Penthièvre, figlio di Luigi Alessandro di Borbone, il fratello più giovane del duca del Maine.

## Ascendenza
|                                         |                                        |                                            | Genitori                                        |  |  | Nonni |  |  | Bisnonni              |  |  | Trisnonni            |  |
|                                         |                                        |                                            |                                                 |  |  |       |  |  | Luigi XIII di Francia |  |  | Enrico IV di Francia |  |
|                                         |                                        |                                            |                                                 |  |  |       |  |  | Luigi XIII di Francia |  |  | Enrico IV di Francia |  |
|                                         |                                        | Maria de' Medici                           |                                                 |  |  |       |  |  | Luigi XIII di Francia |  |  |                      |  |
| Luigi XIV di Francia                    |                                        |                                            |                                                 |  |  |       |  |  | Luigi XIII di Francia |  |  |                      |  |
|                                         |                                        | Anna d'Austria                             | Filippo III di Spagna                           |  |  |       |  |  |                       |  |  |                      |  |
|                                         |                                        | Anna d'Austria                             | Filippo III di Spagna                           |  |  |       |  |  |                       |  |  |                      |  |
|                                         |                                        | Anna d'Austria                             | Margherita d'Austria-Stiria                     |  |  |       |  |  |                       |  |  |                      |  |
| Luigi Augusto di Borbone, duca di Maine |                                        | Anna d'Austria                             |                                                 |  |  |       |  |  |                       |  |  |                      |  |
|                                         |                                        | Gabriel de Rochechouart, duca di Mortemart | Gaspard de Rochechouart, marchese di Mortemart  |  |  |       |  |  |                       |  |  |                      |  |
|                                         |                                        | Gabriel de Rochechouart, duca di Mortemart | Gaspard de Rochechouart, marchese di Mortemart  |  |  |       |  |  |                       |  |  |                      |  |
|                                         |                                        | Gabriel de Rochechouart, duca di Mortemart | Louise de Maure                                 |  |  |       |  |  |                       |  |  |                      |  |
| Madame de Montespan                     |                                        | Gabriel de Rochechouart, duca di Mortemart |                                                 |  |  |       |  |  |                       |  |  |                      |  |
|                                         |                                        | Diane de Grandseigne                       | Jean de Grandseigne, marchese di Marsillac      |  |  |       |  |  |                       |  |  |                      |  |
|                                         |                                        | Diane de Grandseigne                       | Jean de Grandseigne, marchese di Marsillac      |  |  |       |  |  |                       |  |  |                      |  |
|                                         |                                        | Diane de Grandseigne                       | Catherine de La Béraudière, signora di Villenon |  |  |       |  |  |                       |  |  |                      |  |
| Luigi Carlo di Borbone, conte di Eu     |                                        | Diane de Grandseigne                       |                                                 |  |  |       |  |  |                       |  |  |                      |  |
|                                         | Luigi II di Borbone, Principe di Condé | Enrico II di Borbone, Principe di Condé    |                                                 |  |  |       |  |  |                       |  |  |                      |  |
|                                         | Luigi II di Borbone, Principe di Condé | Enrico II di Borbone, Principe di Condé    |                                                 |  |  |       |  |  |                       |  |  |                      |  |
|                                         | Luigi II di Borbone, Principe di Condé | Carlotta Margherita di Montmorency         |                                                 |  |  |       |  |  |                       |  |  |                      |  |
| Enrico III Giulio di Borbone-Condé      | Luigi II di Borbone, Principe di Condé |                                            |                                                 |  |  |       |  |  |                       |  |  |                      |  |
|                                         |                                        | Chiara Clemenza di Maillé                  | Urbain de Maillé                                |  |  |       |  |  |                       |  |  |                      |  |
|                                         |                                        | Chiara Clemenza di Maillé                  | Urbain de Maillé                                |  |  |       |  |  |                       |  |  |                      |  |
|                                         |                                        | Chiara Clemenza di Maillé                  | Nicole du Plessis de Richelieu                  |  |  |       |  |  |                       |  |  |                      |  |
| Luisa Benedetta di Borbone-Condé        |                                        | Chiara Clemenza di Maillé                  |                                                 |  |  |       |  |  |                       |  |  |                      |  |
|                                         |                                        | Edoardo, Conte Palatino di Simmern         | Federico V, Elettore Palatino                   |  |  |       |  |  |                       |  |  |                      |  |
|                                         |                                        | Edoardo, Conte Palatino di Simmern         | Federico V, Elettore Palatino                   |  |  |       |  |  |                       |  |  |                      |  |
|                                         |                                        | Edoardo, Conte Palatino di Simmern         | Elisabetta Stuart                               |  |  |       |  |  |                       |  |  |                      |  |
| Contessa Palatina Anna di Simmern       |                                        | Edoardo, Conte Palatino di Simmern         |                                                 |  |  |       |  |  |                       |  |  |                      |  |
|                                         |                                        | Anna Gonzaga                               | Carlo I di Gonzaga, Duca di Mantova             |  |  |       |  |  |                       |  |  |                      |  |
|                                         |                                        | Anna Gonzaga                               | Carlo I di Gonzaga, Duca di Mantova             |  |  |       |  |  |                       |  |  |                      |  |
|                                         |                                        | Anna Gonzaga                               | Caterina di Lorena                              |  |  |       |  |  |                       |  |  |                      |  |
|                                         |                                        | Anna Gonzaga                               |                                                 |  |  |       |  |  |                       |  |  |                      |  |

## Titoli nobiliari
- 15 ottobre 1701 – 13 luglio 1775 Sua Altezza serenissima Il Conte di Eu.